# Wild Arms 4
Wild Arms 4, известная в Японии как Wild Arms 4-th Detonator (яп. ワイルドアームズ ザ フォースデトネイター варудо аːмудзу дза фоːсу дэтонэйтаː) — консольная RPG, разработанная компанией Media.Vision. Четвёртая часть в серии игр Wild Arms. Общий внешний вид игры — это отход от антуража Дикого Запада предыдущих игр серии, к более современному облику.

## Сюжет
Джуд Маверик (Jude Maverick) вырос в изолированном городе под названием Циэл (Ciel), который полностью заключён в большую сферу парящую в тысячах футов над поверхностью Филгайи (Filgaia). Его защищённый мир меняется навсегда, когда он видит, как неизвестный линкор и другие корабли проникают на его родину. После осмотра лагеря, установленного незваными гостями, он видит то, что никогда раньше не видел — девушку.
Девушку зовут Юлия, и она пленница. После того, как армия вторжения нападает на Циэл и повреждает сферу, Джуд, Юлия и третий персонаж — Арно объединяют силы. С помощью другого Путешественника, Ракель, эти четыре подростка путешествуют по раздираемой войной планете в поисках истины.

## Главные персонажи

### Джуд Маверик
Возраст — 13. Подросток, чьё желание преодолевать препятствия часто переходит в чистое безрассудство. Для своего возраста Джуд немного физически незрелый, что происходит из-за того что он рос в тепличной среде небесного города. Он носит пиджак который слишком велик для него и только усиливает впечатление его незрелости. Единственный член партии который использует ARM. Также он первый герой непутешественник, который появляется в серии с Wild Arms 2. В группе Джуд мастер на все руки. Он хорошо атакует, может стрелять лучами энергии из его ARM-а, и воровать предметы. Его специальная способность — Мистика, которая позволяет используемому предмету затрагивать всех членов партии.
Сын Этельды Маверик (Ethelda Maverick), и его отец, что узнаётся позже Хаузер Блэквелл (Hauser Blackwell), обоих из которых он теряет до конца игры. После того как катастрофа поразила Циэл, Джуд принимает решение бродить по миру в поисках оставшихся в живых жителей города и защищать Юлию. После многократных столкновений с силами Брионак, его цель позже развивается в сохранение будущего Филгайи. После битв в команде, Джуд развил в себе более сильного человека, и всё же умеет сохранить юный облик своей непричастности. 10 лет спустя становится лесником, который защищает мировые леса, и окружает себя компанией животных, а не людей.
Сэйю: Рёко Сираиси в японской версии и Джули Энн Тэйлор в английской версии.

### Юлия Атрейди
Возраст — 15. Молодая девочка, обременённая судьбой того, чтобы быть героиней Wild Arms. На первый взгляд кажется, что она немного застенчива, но она приподнятая и заботливая девочка. Начиная с потери её родителей на войне она жила в Белом Приюте и с тех пор отреклась от взрослых. Хотя её способности отличаются от Джуда, у неё также есть способность управлять ARM-ом после активации. В отличие от Джуда, однако, её способность оперировать ARM не является естественной, и она получила её через обширный (и бесчеловечный) эксперимент. Она — белый маг и призыватель группы. Её специальная способность — Материал, который, в зависимости от шестиугольника заступиться, излечить друзей или совершить элементный вызов, который нападает на всех врагов.
Всюду в игре Юлия борется с виной в вере, что она принесла всю эту трагедию Джуду и другим, так же как имеющий необходимость выступить против её брата, Кресника (Kresnik). Однако, ей позже удаётся преодолеть её чувства, так же как неуверенность в её вере и её брате. Брионак желают управлять ею так, чтобы они могли использовать её способности управлять «Божественным Оружием» («The Divine Weapon»), невероятно сильным ARM-ом. Хотя она в конечном счёте захвачена в игре, её брату и её друзьям удаётся сотрудничать, чтобы освободить её. Позже, с её полномочиями, усиленными спутником Мардук (Marduk) (как заявлено деревней в конце игры), она в состоянии помочь в дезактивации Божественного Оружия. 10 лет спустя, она действует как городской школьный учитель для второго Циэла.
Сэйю — Аяко Кавасуми в японской версии и Кейт Хиггинс в английской версии.

### Арно Джей Васкес
Возраст — 18 лет. Волшебник, гордящийся «во всем, от шеи». Он предпочёл бы провести свои дни скитаний в поисках чего-то для своего блага, но, так или иначе, становится запутанным в приключения Джуда. Он — чёрный маг группы, специализирующейся на атакующих заклинаний и статусо-изменяющие заклинания. Его особая способность — Скачок, который может переместить его и его друзей из одного шестиугольника к другому. Если же он изучил определённый навык, он может атаковать после использования Скачка.
Повторяющиеся шутки с Арно, что он постоянно жалуется о том, что был втянут в проблемы Джуда и Юлии, и пока ещё остаётся верным и на их стороне независимо от всего. Арно потерял мать, когда он был молод, и, как следствие, он решил научиться летать, чтобы он мог видеть её в небе. Позднее он стал волшебником и путешественником, и просто бесцельно работал, пока его пути не пересеклись с Brionac. Во время путешествия, он считает своей целью быть с Ракель, из-за её теплоты души. После последнего боя, оба они решили уйти вместе, чтобы найти лекарство от своей болезни. 10 лет спустя, он поселился в городе как менеджер ресторана, с его дочерью, которая ему помогала.
Сэйю: Хироки Такахаси в японской версии и Юрий Ловенталь в английском версии.

## Отзывы
| Сводный рейтинг | Сводный рейтинг |
| Агрегатор       | Оценка          |
| --------------- | --------------- |
| GameRankings    | 72,81 %         |